# 集外三十六歌仙
集外三十六歌仙（羅馬字：Shūgai Sanjūrokkasen）是室町時代至江戶時代初期，倣效三十六歌仙而被命名的36名歌人。「集外」是二十一代集中沒有記載的意思。相傳是由後水尾天皇所勅撰。特徴是沒有公家的歌人，而是很多武士歌人和連歌師。
在姫路市立美術館收藏著酒井抱一所畫的集外三十六歌仙畫帖。

## 人物
| - 1.東常緣 - 2.津守國豐 - 3.淨通尼 - 4.宗長 - 5.宗碩 - 6.永閑 - 7.正徹 - 8.正廣 - 9.兼載 - 10.太田持資 - 11.三好長慶 - 12.宗養 | - 13.伊達政宗 - 14.兼與 - 15.里村玄陳 - 16.佐川田昌俊 - 17.尚証 - 18.木下長嘯子 - 19.宗祇 - 20.心敬 - 21.櫻井基佐 - 22.牡丹花肖柏 - 23.蜷川親當 - 24.安宅冬康 | - 25.里村紹巴 - 26.宗牧 - 27.細川幽齋 - 28.心前 - 29.毛利元就 - 30.北條氏康 - 31.武田信玄 - 32.北條氏政 - 33.今川氏真 - 34.里村昌叱 - 35.小堀政一 - 36.松永貞徳 |

## 外部連結
- 酒井抱一・集外三十六歌仙（姫路市立美術館）